# Національні збори (Центральноафриканська Республіка)
Національні збори ( фр. Assemblée nationale) - нижня палата парламенту ЦАР. Поки що це однопалатний парламент, оскільки Сенат, передбачений Конституцією 2015 року, досі не створений.

## Історія
Після виборів що відбулися 13 березня, 8 травня 2005 року збори були сформовані, і налічували загалом 105 членів.
Законодавчий орган Центральноафриканської Республіки раніше був двопалатною установою, відомим як Конгрес, нижня палата якого була Національна асамблея; верхня палата називалася Економічною та регіональною радою .
Національні збори були розпущені 11 січня 2014 р., та були проведені нові вибори до законодавчих органів відповідно до угоди про припинення вогню, підписаної між урядом та повстанською коаліцією « Селека » 11 січня 2013 р. у Лібревілі, Габон . Згідно з угодою, було сформовано уряд національної єдності та обрано прем'єр-міністра від опозиційних партій. 
Національні збори є нижньою палатою парламенту Центральноафриканської Республіки з моменту ратифікації Конституції Центральноафриканської Республіки 27 березня 2016 року.

## Система голосування
140 депутатів обираються по одномандатних округах абсолютною більшістю голосів. Члени обираються в одномандатних округах за двораундовою системою на п'ятирічний термін. Кандидати повинні бути не молодшими за 25 років і повинні внести заставу у розмірі 250 000 франків КФА, які вони отримають назад, якщо отримають більше 10% голосів у своєму виборчому окрузі. До 2020 року застава становила 100 000 франків КФА та виплачувалася навпіл, якщо кандидати набирали не менше 5%. Якщо жоден із кандидатів не набирає більше половини голосів, проводиться другий тур між двома кандидатами, які набрали більшу кількість голосів. У разі нічиєї перевага надається жінкам. Якщо обидва кандидати однієї статі перемагає старший. 